# Hemtjärnet (Södra Finnskoga socken, Värmland, 673331-133456)
Hemtjärnet är en sjö i Torsby kommun i Värmland och ingår i Göta älvs huvudavrinningsområde. Sjöns area är 0,008 kvadratkilometer och den är belägen 425 meter över havet.